# What Ever Happened to Baby Jane? (1962)
What Ever Happened to Baby Jane? is een Amerikaanse thriller uit 1962 onder regie van Robert Aldrich. Het scenario is gebaseerd op de gelijknamige roman uit 1960 van Henry Farrell.

## Verhaal
Baby Jane was ooit een geliefde kindster, maar ze gaat tegenwoordig door het leven als een verbitterde vrouw met een drankprobleem. Haar zus Blanche, die een bekende ster was in de jaren 30, zit nu in een rolstoel en is volledig afhankelijk van Jane. Baby Jane behandelt haar zus als vuil en tracht te voorkomen dat ze in contact komt met de buitenwereld.

## Remake en parodieën
De film is diverse malen geparodieerd (o.a. door het Britse duo French & Saunders) en kreeg in 1991 een remake met Lynn en Vanessa Redgrave in de hoofdrollen.

## Rolverdeling
| Acteur             | Personage           |
| ------------------ | ------------------- |
| Bette Davis        | Baby Jane Hudson    |
| Joan Crawford      | Blanche Hudson      |
| Victor Buono       | Edwin Flagg         |
| Wesley Addy        | Marty McDonald      |
| Julie Allred       | Baby Jane (in 1917) |
| Anne Barton        | Cora Hudson         |
| Marjorie Bennett   | Dehlia Flagg        |
| Bert Freed         | Ben Golden          |
| Anna Lee           | Mevrouw Bates       |
| Maidie Norman      | Elvira Stitt        |
| Dave Willock       | Ray Hudson          |
| William Aldrich    | Bediende in eethuis |
| Russ Conway        | Politieagent        |
| Maxine Cooper      | Kasbediende         |
| Robert Cornthwaite | Dr. Shelby          |